# Joel Shapiro
Joel Shapiro (New York, 27 september 1941 – aldaar, 14 juni 2025) was een Amerikaanse beeldhouwer.

## Leven en werk

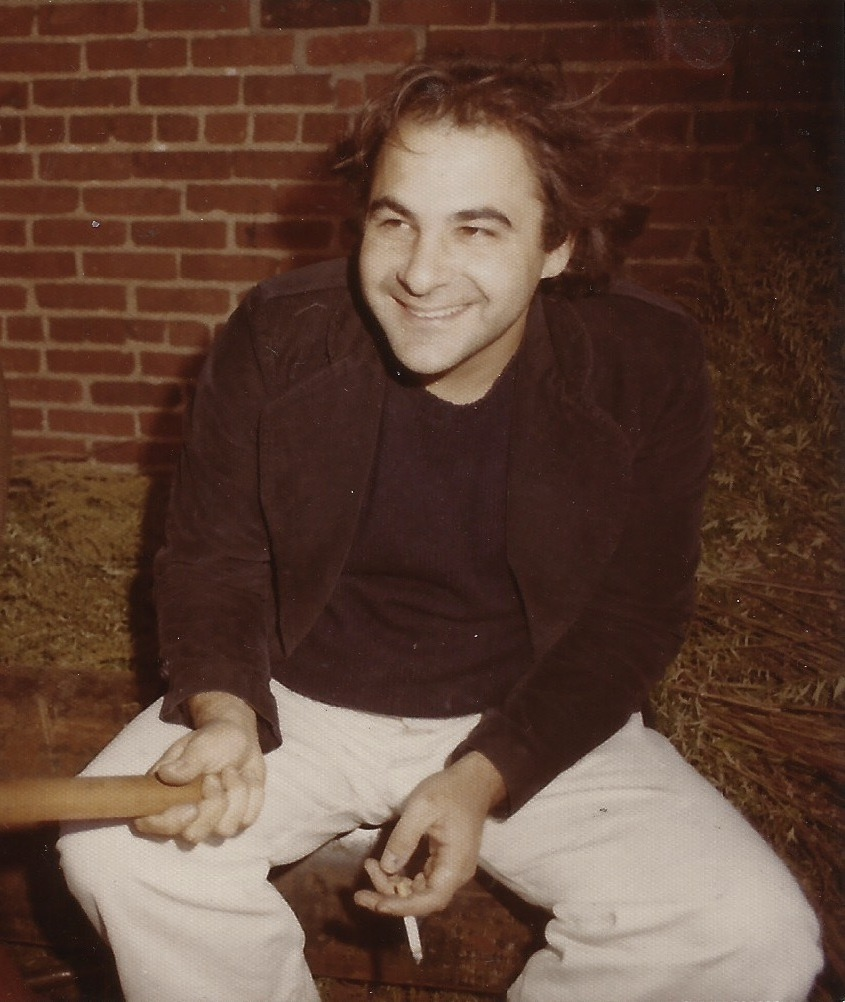
Joel Shapiro, ca. 1973

Shapiro groeide op in New York en studeerde kunst aan de New York University, waar hij zijn B.A. haalde in 1964 en zijn M.A. in 1969. Van 1965 tot 1967 diende hij, gedurende de Vietnamoorlog, bij het Peace Corps in India.
Shapiro is bekend geworden om zijn beeldhouwwerk, gebaseerd op simpele rechthoekige vormen. Hij is een typisch vertegenwoordiger van het minimalisme. Shapiro woont en werkt in zijn geboorteplaats New York. De kunstenaar is uiterst terughoudend met het verstrekken van persoonlijke gegevens.
Zijn werk is vertegenwoordigd in alle belangrijke collecties van musea, beeldenparken en particulieren in de Verenigde Staten. In 1989 werd zijn sculptuur Loss and Regeneration geplaatst bij het United States Holocaust Memorial Museum nabij de National Mall in Washington.
Shapiro overleed op 14 juni 2025 op 83-jarige leeftijd.

## Internationale collecties (excl. Verenigde Staten)

### Australië
- Untitled (chair), 1974, National Gallery of Australia, Canberra

### Canada
- Conjunction, 1999, Embassy of the United States of America, Ottawa

### Denemarken
- Louisiana Museum for Moderne Kunst, Humlebaek

### Duitsland
- Untitled, 1999, Skulpturenpark Köln, Keulen

### Engeland
- Untitled, 1978, Tate Gallery, Londen
- Untitled, 1984, Tate Gallery, Londen

### Israël
- Untitled, 1991, The Lola Beer Ebner Sculpture Garden, Tel Aviv
- Untitled, 1996, Billy Rose Art Garden, Jeruzalem

### Nederland
- Untitled, 1999, Beeldenroute Westersingel, Rotterdam

### Zweden
- Untitled, 1979, Moderna Museet, Stockholm
- Untitled, 1982, Moderna Museet, Stockholm

## Fotogalerij

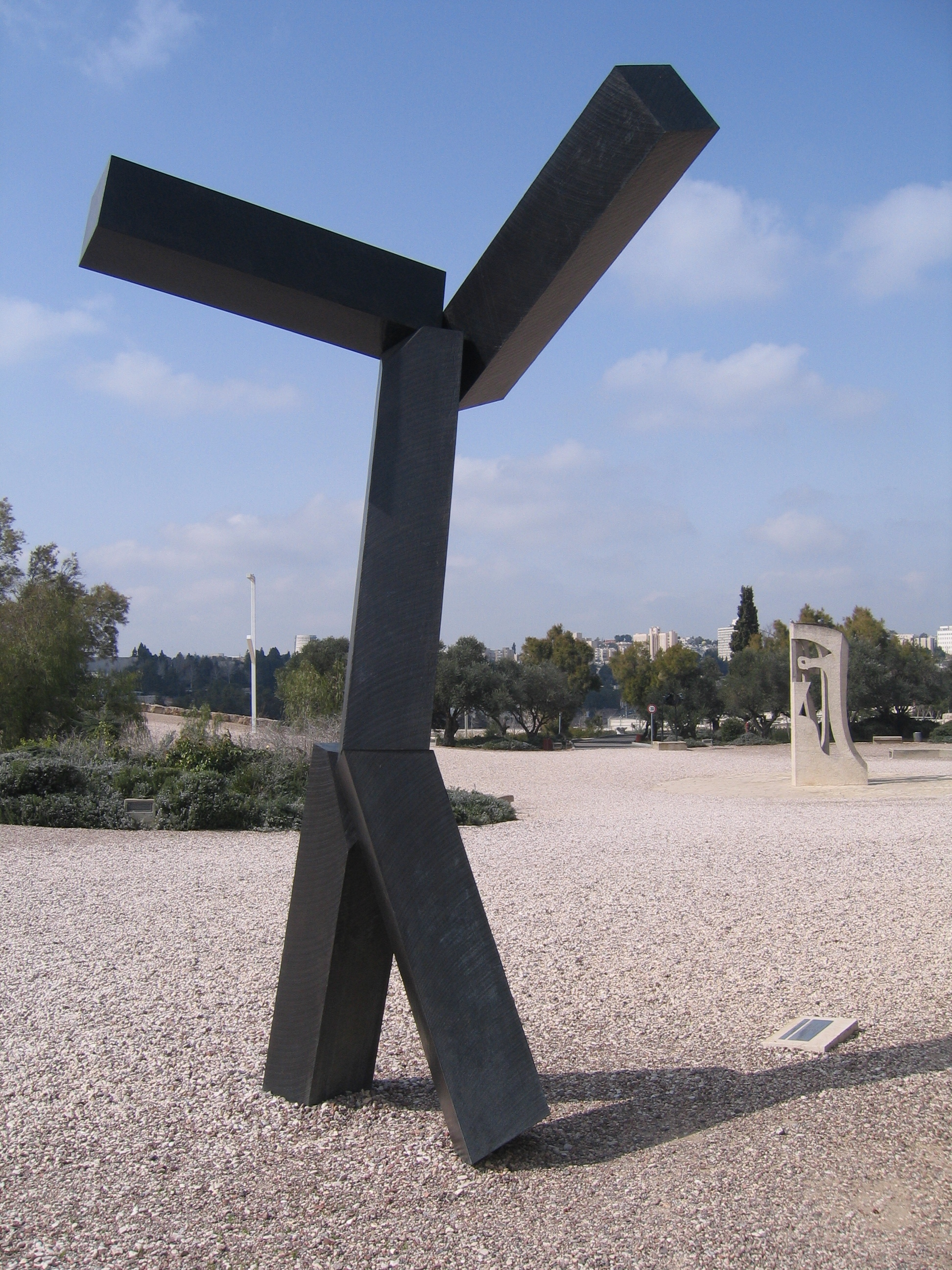
Untitled (1996), Billy Rose Art Garden, Jeruzalem, Israël
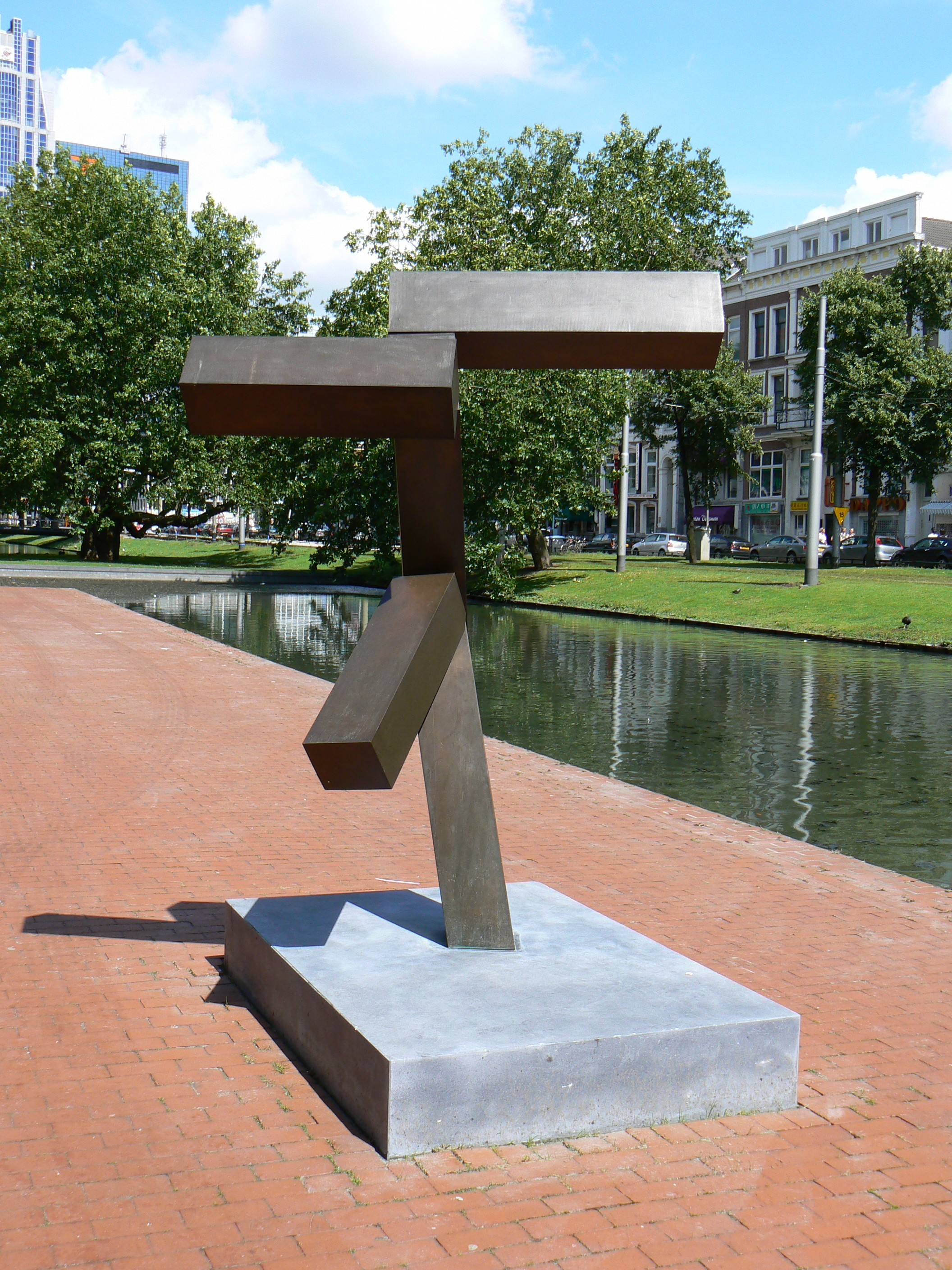
Untitled (1999), Beeldenroute Westersingel in Rotterdam
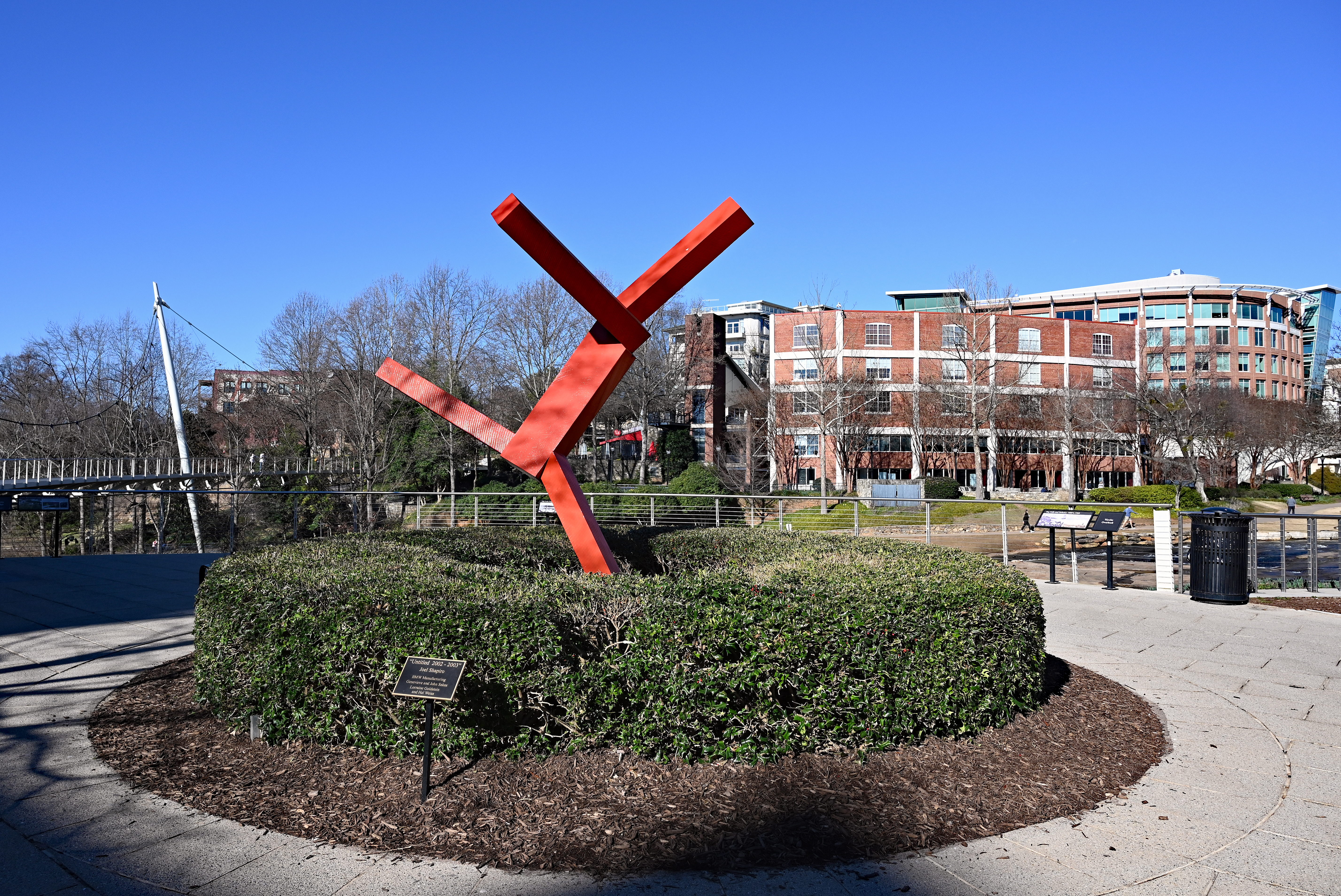
Untitled (2002-2003), Greenville, South Carolina, VS